# Цівки
Цівки (до 2016 — Комсомольське) — село в Україні, в Кам'янському районі Дніпропетровської області. Входить до складу Саксаганської сільської громади. До 2017 року орган місцевого самоврядування — Грушуватська сільська рада. Населення — 33 мешканці.

## Географія
Село Цівки розміщене на відстані 1 км від села Семенівка і за 3 км від села Красноіванівка. По селу протікає пересихаючий струмок із загатою. Поруч проходить автомобільна дорога Т 0419.

## Населення

### Мова
Розподіл населення за рідною мовою за даними перепису 2001 року:
| Мова       | Кількість | Відсоток |
| ---------- | --------- | -------- |
| українська | 32        | 96.97%   |
| російська  | 1         | 3.03%    |
| Усього     | 33        | 100%     |

## Інтернет-посилання
- Погода в селі [Архівовано 20 грудня 2011 у Wayback Machine.]

1. ↑  Рідні мови в об'єднаних територіальних громадах України — Український центр суспільних даних